# Уверение Фомы (Дионисий)
«Увере́ние Фомы́» — икона, созданная иконописцем Дионисием ок. 1500 года для праздничного ряда иконостаса Троицкого собора Павло-Обнорского монастыря. Икона была привезена историком искусства, коллекционером и сотрудником Румянцевского музея Б. Эдингом из поездки по Северу в 1914 году и передана в музей, позднее хранилась в Историческом музее. В Русский музей икона поступила в 1933 году после зарубежной выставки, проходившей с 1929 по 1932 год. Является одной из немногих икон, уверенно атрибутируемых Дионисию.

## Происхождение
Икона была создана для праздничного чина иконостаса собора монастыря, основанного в 1414 году преподобным Павлом Обнорским недалеко от Вологды. Одна из четырёх дошедших до нашего времени икон, относящихся к «северному периоду» творчества Дионисия. Остальные сохранившиеся иконы иконостаса — «Спас в Силах» и «Распятие» (Государственная Третьяковская галерея), «Успение Богоматери» (из местного чина, в настоящее время хранится в Вологодском государственном историко-архитектурном и художественном музее-заповеднике). «Уверение Фомы», как и весь иконостас, датируется 1500 годом на основании надписи на обороте иконы «Спаса в силах», обнаруженной в 1949 году. Надпись выполнена вырезанными на доске крупными буквами:

В ле[то] ЗИ (7008 — 1500) писан диисус и празни-ки и пророци Денисьева письмени.— Надпись на обороте иконы «Спас в Силах»
По мнению палеографа М. В. Щепкиной, надпись на обороте «Спаса в силах» была выполнена в 1530-х годах.
На обороте «Уверения» под верхней шпонкой чёрной краской полууставом была нанесена надпись «Фомино испытание» и буква «Є».
Каменный Троицкий собор монастыря был построен в 1505—1516 годах Василием III, после закрытия монастыря в 1924 году был разрушен. Вероятней всего, иконостас создавался для старого деревянного собора.
Икона в 1914 году была передана Б. Эдингом в Румянцевский музей. После революции вместе со всем собранием картин была передана в Исторический музей. Экспонировалас в 1929—1933 годах на выставке, проходившей за рубежом. В Русский музей икона поступила после выставки через антиквариат (акт № 164/165 от 8 марта 1933 года).

## Атрибуция
Документы, относящие икону к иконостасу собора, не сохранились. В древности считалось, что икона была написана Дионисием Глушицким.
«Уверение Фомы» было обнаружено Борисом Эдингом во время поездки по Северу в 1914 году и привезено им в Румянцевский музей. Эдинг опубликовал заметку о своей находке в журнале «Старые годы» (апрель — июнь, 1916), он не назвал места, где была обнаружена икона, но по некоторым косвенным признакам И. Кочетков определил, что «Уверение Фомы» вывезено из собора Павло-Обнорского монастыря. Известно, что Эдинг в 1914 году в ходе поездки побывал и в Павло-Обнорском монастыре, об этом он упоминает в своём письме от 6 сентября Евгению Волкову. Уже Эдинг, отмечая ясную простоту композиционного построения, виртуозность решения сложной изобразительной задачи и изысканные цветовые сочетания, предполагал, что образ принадлежит кисти Дионисия.
Геннадий Попов, исходя из размеров иконы, совпадающих с размерами «Распятия» из Третьяковской галереи, первым предположил, что «Уверение», возможно, было частью иконостаса собора Павло-Обнорского монастыря.
Предположение Попова подтвердил И. А. Кочетков, проведший анализ технических особенностей обеих икон. Используя сведения, сообщённые Эдингом, — икона около пятидесяти лет хранилась на чердаке, а до этого сто лет стояла над воротами обители, — Кочетков восстановил её судьбу. «Уверение Фомы» после пожара, произошедшего в Троицком соборе в 1764 году, установили над воротами монастыря, ограда которого в то время была деревянной. Через столетие, в 1862—1866 годах, когда возводилась новая, каменная ограда, икону убрали на чердак собора.

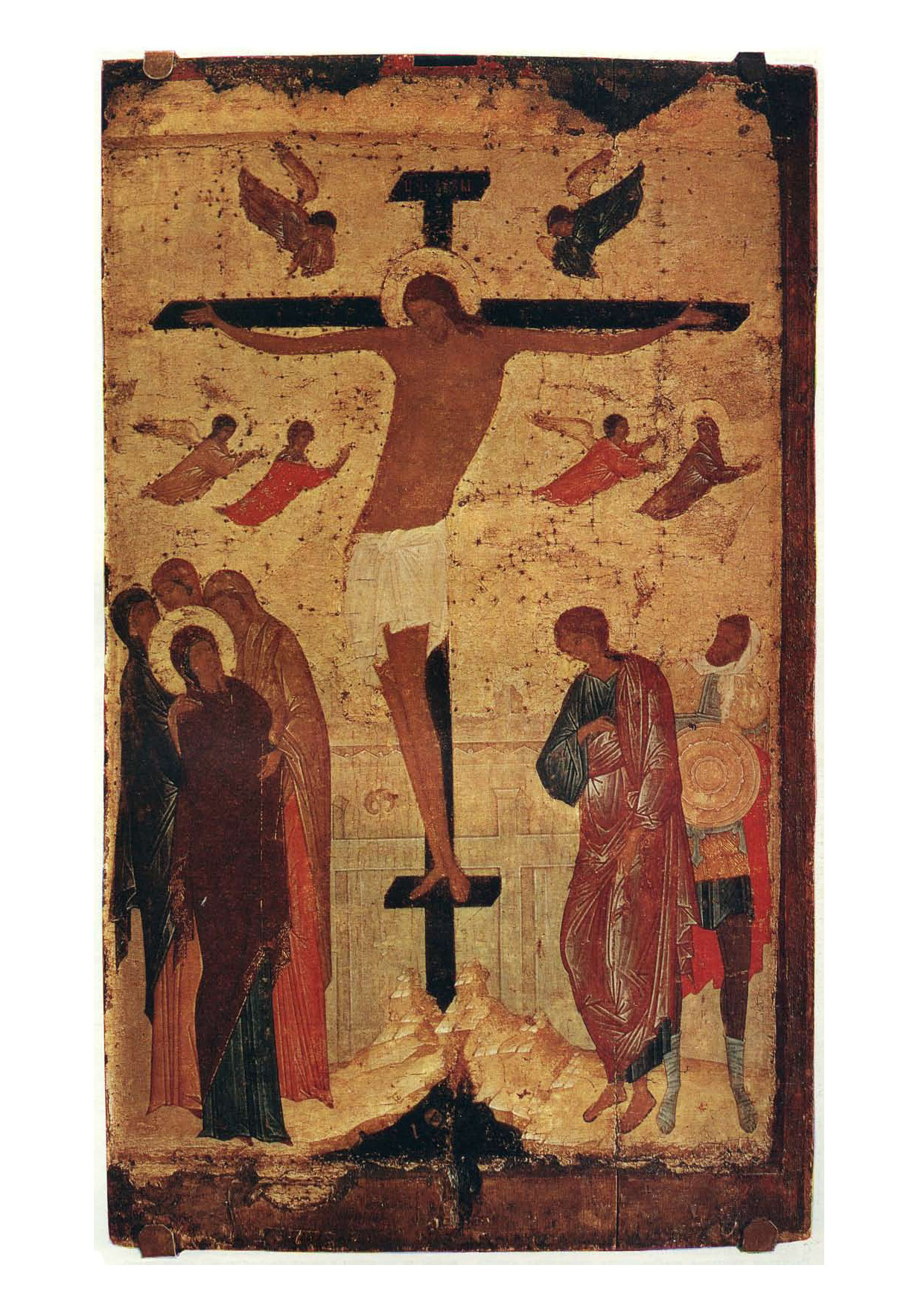
Распятие из Павло-Обнорского монастыря
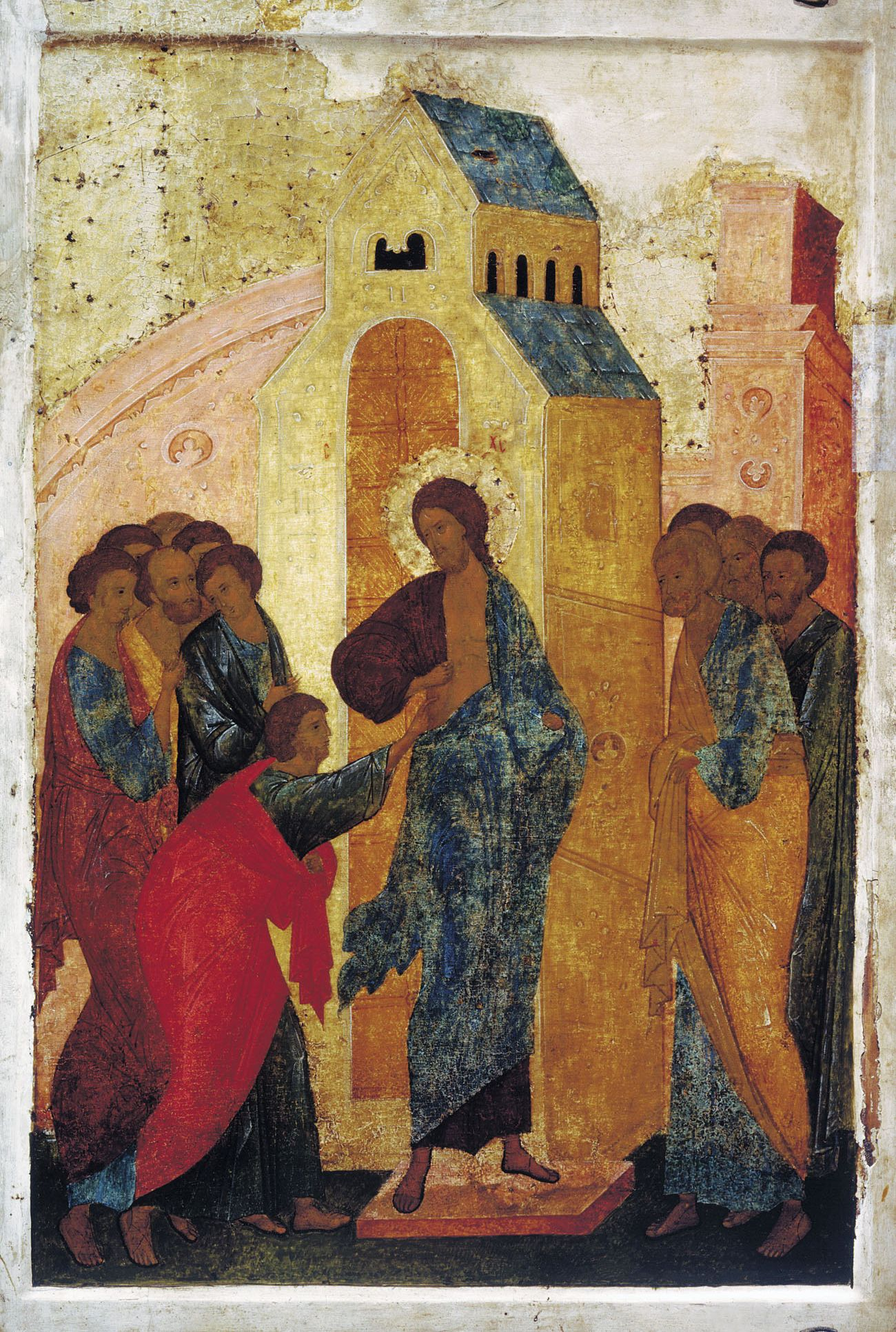
Уверение Фомы

Иконный щит «Уверения Фомы» похож на щит «Распятия»: близки их размеры 85×54 см (левое поле надставлено на 2 см) и 85×52 см соответственно; материал — по две липовые тёсаные доски, соединённые двумя встречными врезными шпонками; по торцам стыки досок скреплены железными скобами. У обоих образов глубокий ковчег, одинаковые поля — ширина горизонтальных 5,3—5,5 см, вертикальных — около 2,2 см. Скосы между полями и ковчегом (лузги) широкие и пологие. На обеих иконах верхнее поле обведено опушью, выполненной киноварью, ширина опуши около 1,5 см, её нижняя линия очерчена графьей.

## Описание
Как и прочие иконы иконостаса Троицкого собора, «Уверение Фомы» было в своё время украшено серебряным басменым окладом с позолотой.
Иконописец изобразил эпизод из Евангелия от Иоанна (20: 24-29), где рассказывается о явлении Христа после Воскресения своим ученикам. Фома, один из двенадцати апостолов, усомнился в Воскресении учителя, но после того, как был приглашён Иисусом прикоснуться к его ранам, уверовал.
В центре, согласно традиции, перед зданием с закрытыми дверями, представлен воскресший Христос. Его тонкая фигура вторит очертаниями двери на втором плане, что отсылает к словам Христа: «Аз есмь дверь: мною аще кто внидет, спасётся». Сгиб правой руки и опущенная левая повторяют линию кровли архитектурного мотива. Слева и справа от Христа двумя плотными группами стоят десять апостолов, те, кто уже видел воскресшего, слева от Иисуса — почтительно склонившийся Фома, выделяющийся своим ярко-красным гиматием. Фома прикасается к ранам, оставленным копьём Лонгина.
Архитектурный комплекс на заднем плане вторит чёткому разделению композиции на три части. Плавный изгиб стены слева повторяет абрис группы апостолов во главе с Фомой. Контуры высокой палаты в центре подобны раме, в которую непринуждённо вписана стройная фигура Христа. Пропорции узкой башенки с правого края соответствуют второй группе тесно стоящих апостолов.
Краски архитектурного фона разбелены. Рисунок складок одежд твёрдый, без лишних усложнений. Фигуры персонажей слегка вытянуты. Гиматий Христа нежно-голубого цвета. Крайний слева — апостол Иаков в лилово-розовом плаще и голубом хитоне, цвета его одежд составляют гармоничный контраст жёлтым одеждам среднего в группе апостола и плащу Фомы.

## Сохранность

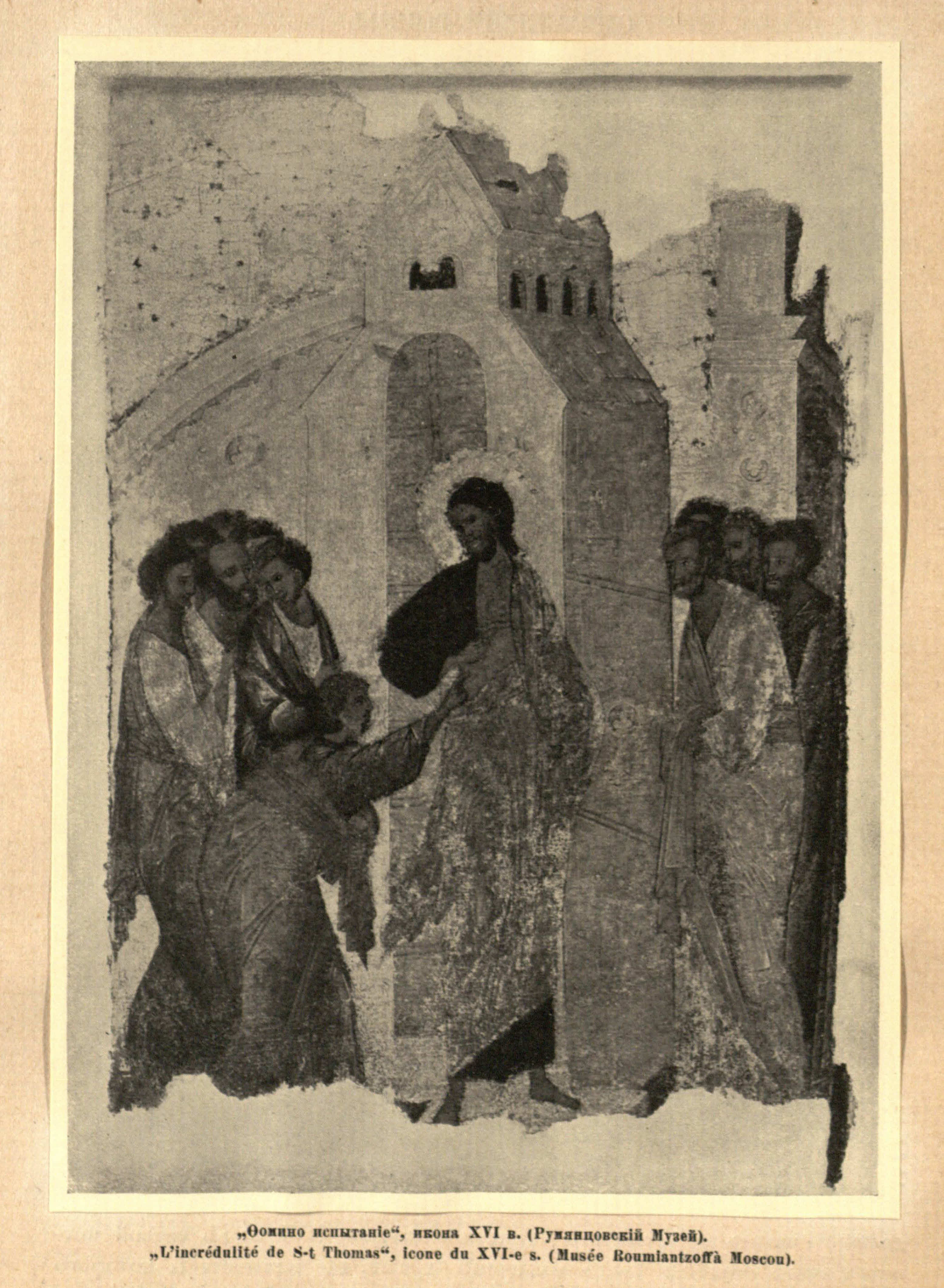
Репродукция из журнала "Старые годы". 1916. Состояние иконы до реставрации

Икона около ста лет находилась на открытом воздухе и подвергалась действию осадков и перепаду температур, верхний красочный слой сохранился плохо, имеются потёртости. По сообщению Эдинга (1916), больше всего пострадало личное письмо, кроме правой руки Христа. Он отмечал также позднейшие неряшливо исполненные контуры, в основном сепией, лиц, рук и ног. Очень плохо сохранились участки синего цвета. Контуры головы Христа были испорчены гвоздями при креплении оклада. Следы гвоздей, крепивших оклад, и сами гвозди остались по всему фону. Золочение фона, полей, нимбов осталось во фрагментах. Живопись тонировалась. В настоящее время сложно оценить изящный рисунок одежд персонажей и тонкую игру цветовых переходов. Авторская живопись была раскрыта до поступления иконы в Русский музей, в период между 1914 и 1929 годом. Похожие приёмы записей авторской живописи, наблюдаемые у «Распятия» из Павло-Обнорского монастыря и «Уверения Фомы», свидетельствуют об общем происхождении двух икон.

## Комментарии
1. ↑  Генерал-лейтенант, управляющий кабинетом ЕИВ Волков был товарищем председателя Общества защиты и сохранения в России памятников искусства и старины, созданного Николаем Врангелем на основе Комиссии по изучению и описанию Петербурга и редакции журнала «Старые годы».